# Jörd (fille de Nótt)
Pour les articles homonymes, voir Jörd.
Dans la mythologie nordique, Jörd est la fille d'Anar et de Nótt, elle-même petite-fille de Loki. Elle ne doit pas être confondue avec Jörd, déesse Asyne, personnification de la terre, femme d'Odin et mère de Thor.